# Makoto Kitano
Makoto Kitano (jap. 北野 誠 Kitano Makoto; ur. 17 lipca 1967) – japoński piłkarz występujący na pozycji napastnika.

## Kariera klubowa
Od 1986 do 1995 roku występował w klubach Hitachi i Kyoto Purple Sanga.